# Рыбин, Иван Петрович
Иван Петрович Рыбин (2 июня 1909 — 26 апреля 1943) — штурман 148-го истребительного авиационного полка (287-я истребительная авиационная дивизия, 4-я воздушная армия, Северо-Кавказский фронт), майор. Герой Советского Союза (1943).

## Биография
Родился 2 июня 1909 года в станице Ясенская ныне Ейского района Краснодарского края в семье бедного казака. В детстве помогал отцу по хозяйству.В 1924 году семья переехала в станицу Старощербиновскую. В этом же году Ваня стал комсомольцем. Вскоре его избирают секретарем станичной комсомольской организации. Работает телеграфистом, слесарем.Учится.
С сентября 1931 года служит в Красной Армии. Там он подал заявление, и его по путевке комсомола зачисляют курсантом Ейской школы морских летчиков. В 1932 году окончил Ейскую военную авиационную школу морских лётчиков.
Участник советско-финской войны 1939—1940 годов. Летал на истребителе И-153, в воздушных боях сбил лично 1 самолёт противника.
На фронтах Великой Отечественной войны с июля 1941 года. Воевал на Юго-Западном, Южном, Брянском, Сталинградском и Северо-Кавказском фронтах. Произвёл 168 успешных боевых вылетов, провёл 30 воздушных боёв, сбил 8 самолётов лично и 5 в группе. Погиб смертью героя в воздушном бою 26 апреля 1943 года на подступах к городу Краснодару.
Похоронен на Всесвятском кладбище Краснодара.
Звание Героя Советского Союза Ивану Петровичу Рыбину присвоено посмертно 24 августа 1943 года.
Награждён орденами Ленина (24.08.1943, посмертно), Красного Знамени (07.04.1940), Отечественной войны 1-й степени (05.11.1942), Красной Звезды (17.06.1942).